# 職能給
職能給（しょくのうきゅう 英語: wages on job evaluation）とは経営学用語の一つ。企業において従業員の給与を決定する方法の一つであり、これの場合には従業員の職務遂行能力によって給与が定まる。多くの場合には従業員の職務遂行能力の評価や資格に応じて範囲が定められ、その範囲内で毎年の給与が決まるわけである。これはランク付けされた後にそのランクにふさわしい額が給与となることから、給与額というのは仕事の出来高よりも人間の地位に大きく影響され、旧来の日本的経営のような評価になりやすい。